# Theodor Trendelenburg

Theodor Trendelenburg

Theodor Trendelenburg (* 19. Februar 1696 in Anklam; † 24. Februar 1765 in Neubrandenburg) war ein deutscher evangelisch-lutherischer Theologe und Superintendent des Kirchenkreises Stargard (Mecklenburg-Strelitz) in Strelitz, Neustrelitz und Neubrandenburg.

## Leben und Wirken
Er stammte aus einer weitverzweigten norddeutschen Akademikerfamilie und war ein Sohn des Präpositus Caspar Trendelenburg und Bruder des Anklamer Präpositus Caspar Trendelenburg († 1740). Bedingt durch die Kriegsunruhen des Großen Nordischen Krieges flüchtete er nach Kolberg und beendete die Schule dort. Er studierte Theologie an der Universität Jena, vor allem beim ebenfalls aus Anklam stammenden Johann Franz Buddeus. 1722 erhielt er seine erste Pfarrstelle in Brunn (Mecklenburg). Von dort wurde er 1732 als Hofprediger und Konsistorialrat nach Neustrelitz berufen. Seine Einführung, zugleich als Superintendent, fand im Audienzsaal des Schlosses Neustrelitz statt, weil die Schlosskapelle noch nicht fertig war. Infolge des turbulenten Regierungswechsels von Herzog Adolf Friedrich III. zu Herzog Adolf Friedrich IV. wurde die Stelle des Hofpredigers neu besetzt und Trendelenburg mit der Superintendentur des Kirchenkreises Stargard 1753 nach Neubrandenburg versetzt. Hier verwaltete er die Superintendentur bis zu seinem Tod. Danach wurden Superintendentur und Hofpredigerstelle wieder in Neustrelitz in der Person von Andreas Gottlieb Masch (1724–1807) vereinigt.
Trendelenburg war seit 1722 mit der Pastorentochter Magdalena Elisabeth, geb. Oertling (* 28. November 1705; † 3. Dezember 1796), Tochter seines Amtsvorgängers in Brunn, verheiratet. Das Paar hatte 18 Kinder, darunter:
- Karl Ludwig Friedrich Trendelenburg (* 1724 in Brunn; † 1792 in Lübeck), Mediziner und Lübecker Stadtphysicus
- Adolf Friedrich Trendelenburg (* 25. Mai 1737 in Neustrelitz; † 18. August 1803 in Kiel), Jurist, dreimaliger Rektor der Universität Bützow, Hofpfalzgraf und Professor in Kiel
- Adolf Theodor Trendelenburg (* 1746; † 1816), Kaufmann in Fürstenberg

Fünf seiner Töchter waren mit mecklenburgischen Pastoren verheiratet; eine sechste Tochter war Wirtschafterin in einem Pastorat.
Für die Pastorenschaft in Südostmecklenburg stellt Trendelenburg eine zentrale Figur dar. Unter seinen direkten oder angeheirateten Nachfahren finden sich in neun Generationen mehr als 30 Theologen sowie etliche Vertreter anderer akademischer Berufe.